# Gäßestrepper-Legende
Die Gäßestrepper-Legende ist die Stadtlegende der Eifelstadt Bitburg. Häufig werden die Bitburger daher auch von anderen Eiflern als Gäßestrepper bezeichnet.

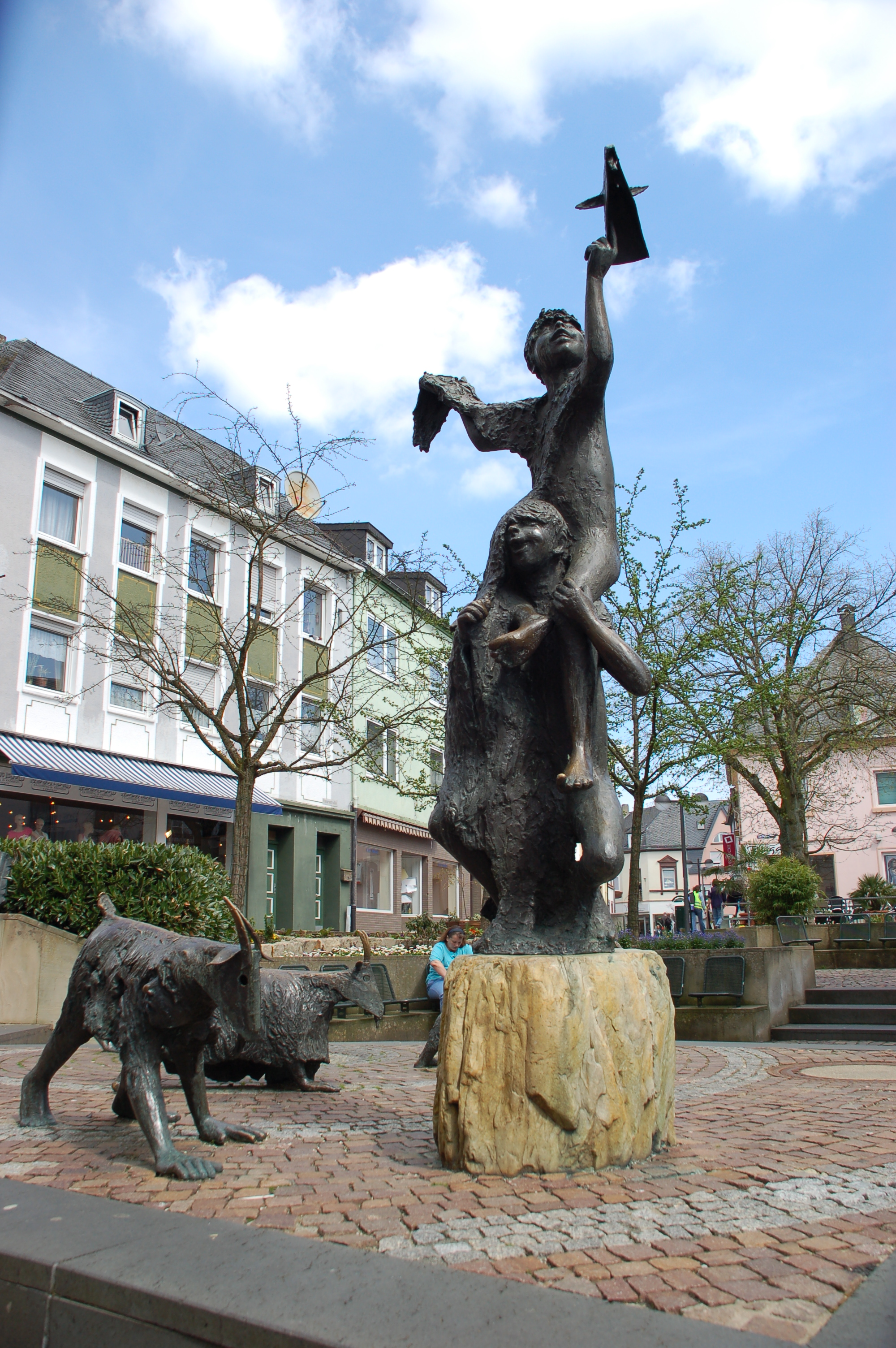
Der Gäßestrepper-Brunnen in der Bitburger Hauptstraße

## Inhalt
Diese Legende handelt von einer Geschichte, die angeblich im Dreißigjährigen Krieg (1618 bis 1648) stattgefunden haben soll. Damals sollen schwedische Truppen durch die Eifel marschiert sein und dabei die Stadt Bitburg für mehrere Wochen belagert haben. Die Bitburger hatten sich derweil hinter den hohen Stadtmauern ihrer Stadt verschanzt. Die Schweden warteten außerhalb der Stadtmauern darauf, dass den Einwohnern die Nahrungsmittel ausgehen würden, was schließlich auch passierte. Aber statt sich zu ergeben, hatten die Bitburger eine bessere Idee: Sie nahmen die Felle von einigen geschlachteten Ziegen (Im Bitburger Platt „Gäße“) und nähten daraus Ziegenkostüme. Einige Kinder stülpten (Im Bitburger Platt „streppen“) sich diese über und begannen so kostümiert, auf den Stadtmauern auf allen vieren umherzulaufen. Die schwedischen Soldaten dachten nun, dass die Bitburger noch mehr als genug Nahrung hätten, da sie es noch nicht einmal nötig hätten, ihre Ziegen zu schlachten. So brachen die Schweden umgehend die Belagerung der Stadt ab und zogen enttäuscht von dannen.

## Sonstiges
Jährlich findet der Legende zu ehren in Bitburg das Gäßestrepper-Fest statt. Bei diesen Feierlichkeiten werden unter anderem Personen zu „echten Beberigern“ getauft.
In der Bitburger Hauptstraße gibt es einen nach der Legende benannten Brunnen, der Motive aus der Legende darstellt und von Hubert Löneke entworfen wurde.
Außerdem befindet sich auf dem Bitburger Naherholungsgebiet „Schleifmühle“ ein Spielplatz, dessen Spielgerätschaften an die Gäßestrepper-Legende angelehnt sind.

## Belege
1. ↑  Stadt Bitburg: Gäßestrepper Brunnen | Stadt Bitburg. Abgerufen am 3. September 2018.
2. ↑  Gäßestrepper-Fest | Eifeler Traditionen & Legenden | Service-Informationen | Urlaub Bitburger Land. In: www.eifel-direkt.de. (eifel-direkt.de [abgerufen am 3. September 2018]).
3. ↑  Bitburg. Archiviert vom Original (nicht mehr online verfügbar) am 3. September 2018; abgerufen am 3. September 2018.  Info: Der Archivlink wurde automatisch eingesetzt und noch nicht geprüft. Bitte prüfe Original- und Archivlink gemäß Anleitung und entferne dann diesen Hinweis.
4. ↑  Bitburg. Archiviert vom Original (nicht mehr online verfügbar) am 3. September 2018; abgerufen am 3. September 2018.  Info: Der Archivlink wurde automatisch eingesetzt und noch nicht geprüft. Bitte prüfe Original- und Archivlink gemäß Anleitung und entferne dann diesen Hinweis.